# Браттели, Трюгве
Трюгве Мартин Браттели (норв. Trygve Martin Bratteli, 11 января 1910, Нёттерёй — 20 ноября 1984, Осло) — норвежский политик от Рабочей партии и премьер-министр Норвегии в 1971—1972 и 1973—1976 годах.

## Ранняя жизнь
Родился в Нёттерёе, где учился в начальной школе. Некоторое время был безработным, в течение некоторого времени работал в качестве курьера, матроса китобойного судна и строителя. В 1928 годуприсоединился к молодёжной организации Норвежской рабочей партии, в 1930 году стал секретарём норвежского Союза рабочей молодёжи. Определённый как секретарь кризисного комитета НРП во время нацистского вторжения в Норвегию, был арестован немцами в 1942 году согласно гитлеровской директиве «Ночь и туман», разрешавшей арест любых антинацистских политических активистов на оккупированных территориях. Побывал узником в различных немецких концлагерях с 1943 по 1945 год, но выжил.

## Политическая карьера
После освобождения и возвращения в Норвегию в 1945 году стал председателем Рабочего союза молодежи, заместителем председателя Норвежской рабочей партии, входил в состав вновь образованного комитета обороны, а в 1965 году был избран председателем партии.
Избрался в парламент Норвегии от Осло в 1950 году и был переизбран семь раз, работая там с 1951 по 1980 год. В 1960—1963 годах был министром транспорта и коммуникаций Норвегии (и затем вновь занимал эту должность с сентября 1963 до 1964 года), в 1962 году исполнял обязанности министра финансов. С 1971 по 1972 и с 1973 по 1976 был премьер-министром Норвегии. Сформировал новую государственную политику в связи с находкой богатых залежей нефти на континентальном шельфе Северного моря и снизил пенсионный возраст в стране с 70 до 67 лет. В июне 1970 провёл переговоры о вступлении Норвегии в ЕС в январе 1972 года и даже подписал соответствующее соглашение с Евросоюзом, но на национальном референдуме, который состоялся в сентябре того же года, большая часть населения проголосовала против (53,9 % против 46,1 % за), и он подал в отставку вместе со всем кабинетом министров. Тем не менее кабинет его преемника, Ларса Корвальда, несмотря на решение вопроса о членстве в ЕС, проработал всего год, и по итогам парламентских выборов 1973 года Браттели снова стал премьер-министром.
Считался опытным политиком и честным человеком. Написал ряд автобиографических и политических книг. Его мемуары о своём пребывании в немецких концлагерях, «Узник Ночи и Тумана», стали бестселлером в Норвегии.
Похоронен на Западном кладбище Осло.